# Bistorta vivipara
La bistorta minore (Bistorta vivipara (L.) Delarbre, 1800) è una pianta di tipo erbaceo della famiglia delle Poligonacee con piccoli fiori bianchi raccolti a spiga.

## Etimologia
L'epiteto specifico deriva dalla presenza dei bulbilli nella parte inferiore dell'infiorescenza (una forma di viviparità).
Questa pianta è stata studiata e documentata inizialmente dal botanico e naturalista svedese Carl von Linné (1707 – 1778) col nome di Polygonum viviparum nella pubblicazione Species Plantarum del 1753.

Gli inglesi chiamano questa pianta Alpine bistort; i francesi la chiamano Renouée vivipare; mentre i tedeschi la chiamano Knöllchen-Knöterich.

## Descrizione

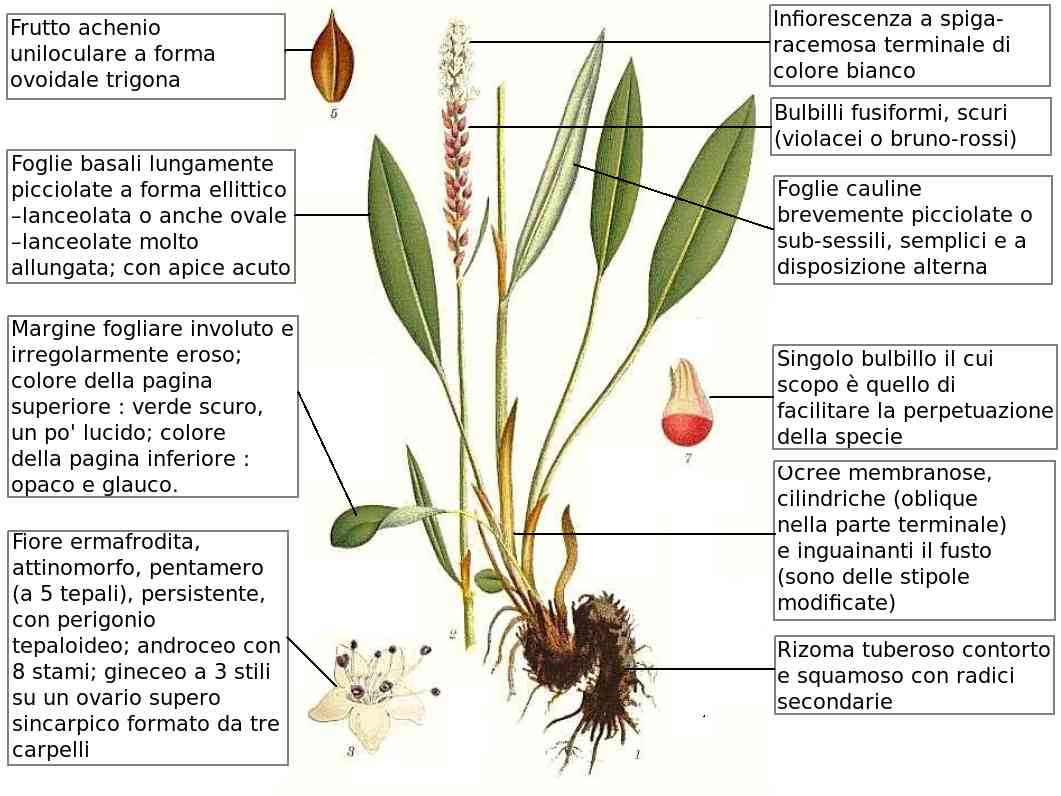
Descrizione delle parti della pianta

Il ciclo biologico di questa specie è perenne. L'altezza che raggiunge è circa 30 cm (massimo 60 cm). La forma biologica è geofita rizomatosa (G rhiz), ossia sono piante generalmente provviste di un rizoma (parte sotterranea del fusto) che ciclicamente ad ogni successiva stagione emette nuove radici e nuovi fusti. È da segnalare comunque che è una pianta a lenta crescita (ci vogliono da 3 a 4 anni perché una pianta raggiunga la maturità).

### Radici
Le radici sono secondarie da rizoma.

### Fusto

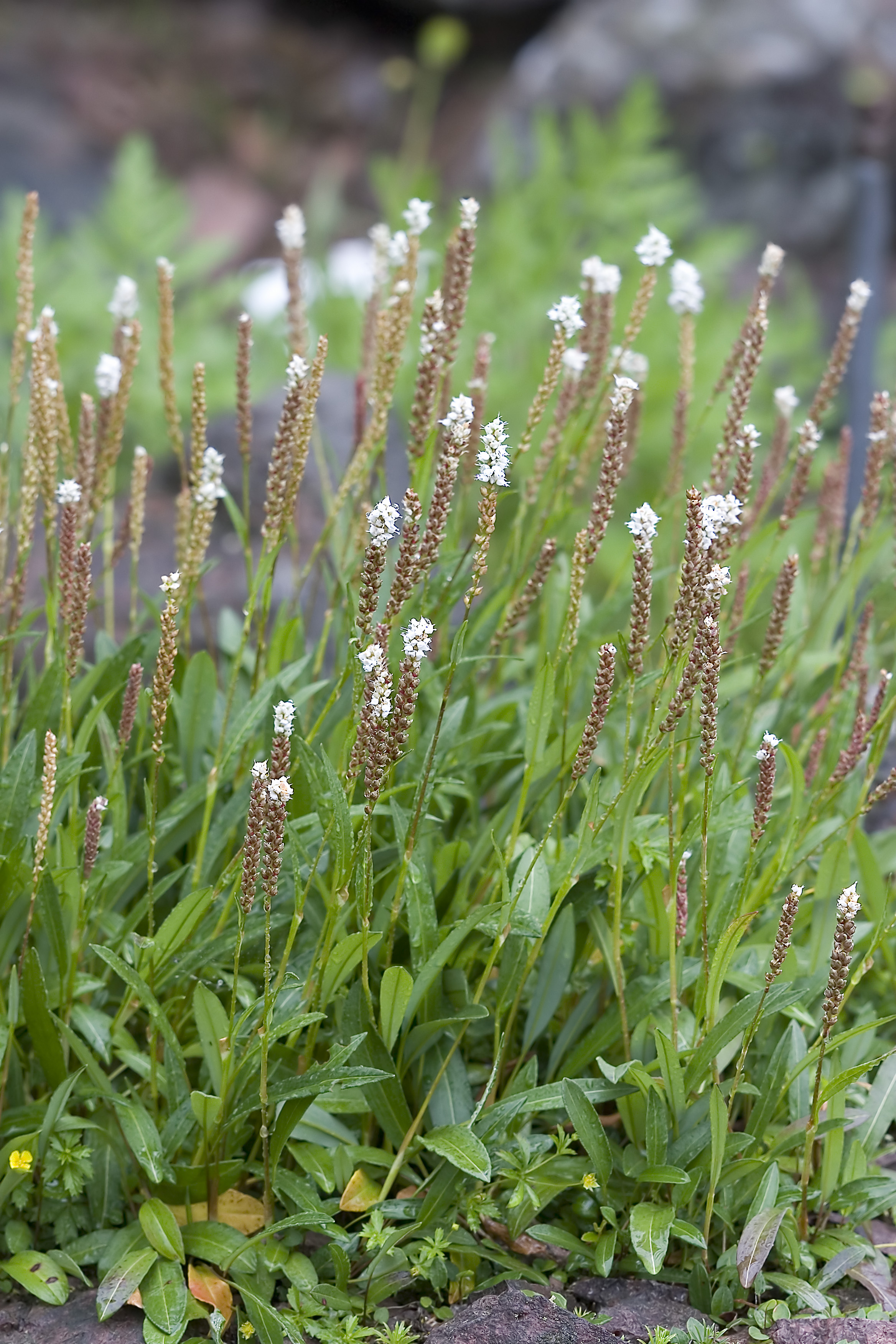
Portamento e foglie

- Parte ipogea: la parte sotterranea del fusto consiste in un rizoma tuberoso, contorto (o ricurvo) dal colore scuro (nero-marrone) e dalla consistenza squamosa. Diametro del rizoma : 1 –2 cm.
- Parte epigea: la parte aerea del fusto è eretta, a sezione cilindrica, semplice (senza ramificazioni) e poco fogliosa. È lievemente ingrossato ai nodi. Da ogni rizoma possono emergere al massimo 2 -3 fusti.

### Foglie
- Foglie basali: le foglie basali sono lungamente picciolate ed hanno una forma ellittico – lanceolata o anche ovale – lanceolata molto allungata, in tutti i casi la lamina è semplice (non suddivisa). La base è arrotondata, mentre l'apice è acuto; il margine può essere involuto e irregolarmente eroso. Il colore della pagina superiore è verde scuro, un po' lucido; la pagina inferiore è invece opaca e glauca. Dimensioni delle foglie basali: larghezza 0,2 – 3 cm; lunghezza 3 – 10 cm. Dimensione del picciolo : 3 – 5 cm.
- Foglie cauline: le foglie lungo il fusto (poco numerose: mediamente da 2 a 4) sono brevemente picciolate o sub - sessili, sono semplici e a disposizione alterna; la lamina è strettamente lanceolata (sono molto ristrette alla base) e di dimensioni minori rispetto al quelle basali, mentre il bordo è decisamente revoluto. Alla base sono saldate da stipole (verdi alla base – rossicce all'apice), membranose, cilindriche (ma oblique nella parte terminale) e inguainanti il fusto stesso chiamate ocree (queste strutture sono tipiche di questa e altre specie del genere Persicaria). Dimensione delle ocree : 6 – 8 mm. Dimensioni delle foglie cauline: larghezza 4 – 6 mm; lunghezza 70 – 80 mm.

### Infiorescenza

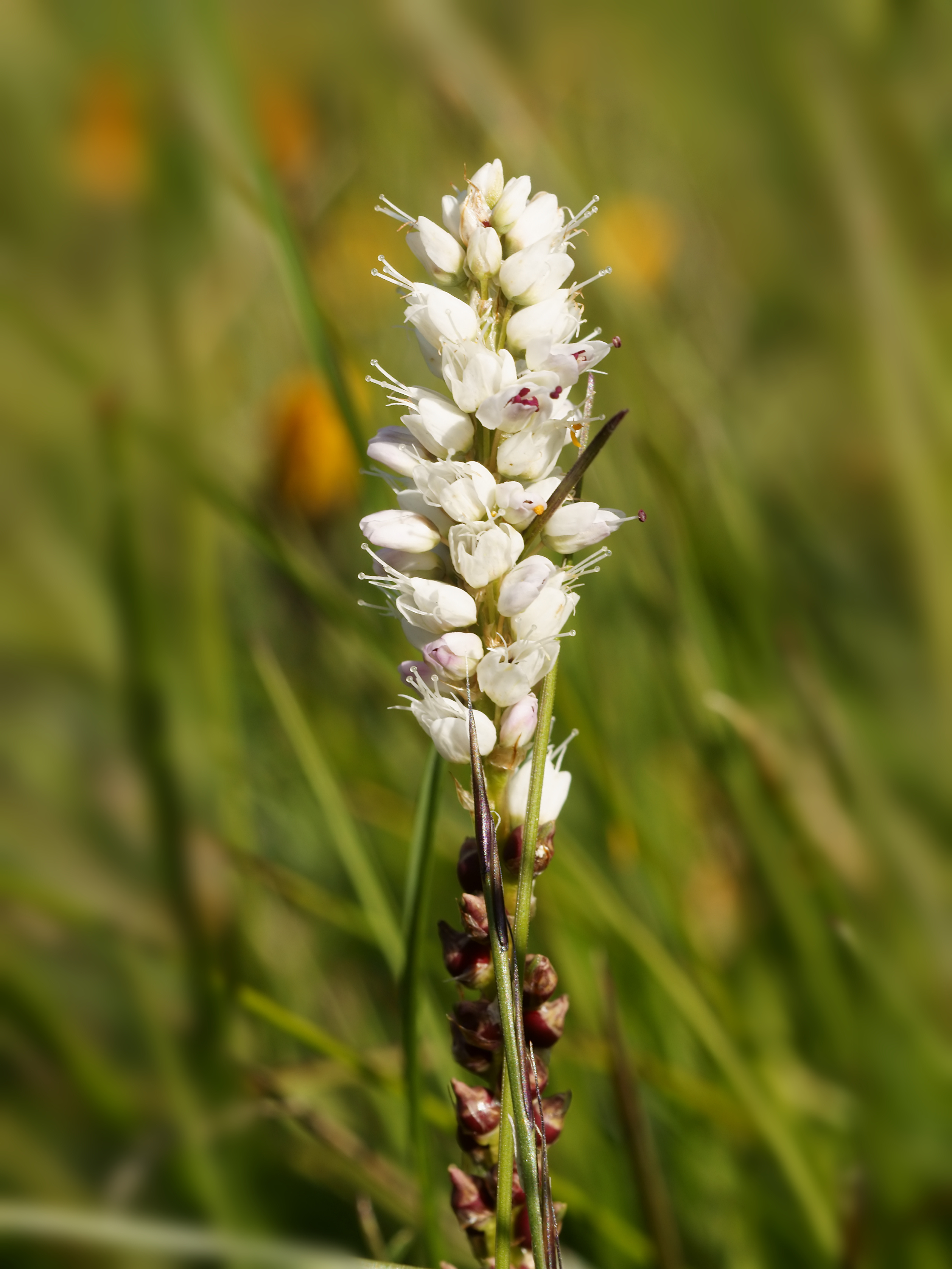
Infiorescenza

L'infiorescenza è del tipo a spiga - racemosa terminale di colore bianco (raramente rosato). Nella parte inferiore sono presenti dei bulbilli fusiformi, scuri (violacei o bruno-rossi), mentre i fiori sono protetti da piccole brattee ovali e membranose supportate da pedicelli. I bulbilli, cadendo a terra, hanno lo scopo di facilitare la perpetuazione della pianta. Dimensione del racemo: lunghezza 4 – 8 cm, spessore 1 cm; lunghezza dei pedicelli  2 – 4 mm. Dimensione dei bulbilli : 2 – 3 mm. 

### Fiori

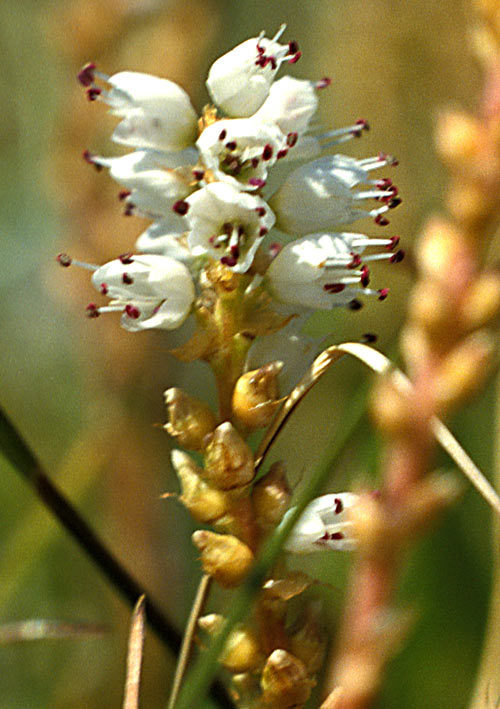
I fiori

La struttura dei fiori di questa specie è diversa dal “classico” fiore delle Angiorsperme in quanto il calice e la corolla non sono ben differenziati; abbiamo quindi un perigonio con diversi tepali (e non un perianzio con un calice e i suoi sepali e una corolla con i suoi petali). Questa “diversità” non sempre è chiara e ben definita, o accettata dai vari botanici, per cui in alcuni casi strutture di questo tipo si definiscono come “perianzio corollino con tepali” oppure “perianzio aciclico”
 I fiori sono ermafroditi, attinomorfi, pentameri, persistenti e molto regolari nelle dimensioni. 
- Formula fiorale:

* P 5, A 8, G 3
- Perigonio: il perigonio è formato da 5 tepali a forma ellittica. Dimensione dei tepali : 2 – 3 mm.
- Androceo: gli stami sono quasi sempre 8 (ma a volte anche 6) con lunghi filamenti connati alla base (mediamente sono lunghi il doppio del perigonio). Le antere alla fine della fioritura si colorano di marrone (inizialmente sono giallastre).
- Gineceo: gli stili sono 3 connati alla base ma liberi nella parte superiore,  su un ovario supero sincarpico formato da tre carpelli.
- Fioritura: la pianta fiorisce in agosto e in settembre.
- Impollinazione: l'impollinazione avviene tramite insetti.

### Frutti
Il frutto è un achenio uniloculare racchiuso nella parte persistente del perigonio. Il suo colore è marrone scuro ma lucido (quasi brillante). La forma è ovoidale “trigona” (a tre angoli taglienti). È da notare che in questo fiore il frutto si sviluppa raramente (questa sterilità apparente è compensata dalla presenza dei bulbilli che assumono quindi una funzione chiamata ”viviparia”); sono stati fatti anche diversi studi a questo proposito.Dimensione del frutto: circa 2 – 3 mm.

## Distribuzione e habitat
- Geoelemento: il tipo corologico (area di origine) è (Circumboreale) Artico-Alpino.
- Distribuzione: in Italia è presente al nord e al centro, sui rilievi appenninici e alpini; è una pianta abbastanza comune. Fuori dall'Italia si trova nelle zone di alta montagna come i Carpazi, Pirenei, Caucaso e l'altopiano tibetano. Si trova comunque anche nell'America del Nord fino in Alaska.
- Habitat: l'habitat tipico per questa specie sono i prati e pascoli d'alta quota; ma anche i margini dei boschi e pendii erbosi; o anche i megaforbieti e le zone detritiche. Si tratta comunque di una specie indifferente al substrato, questo può essere sia calcareo che siliceo, inoltre il pH del suolo preferito da questa pianta è neutro con bassi livelli nutrizionali. In genere sono preferite le nicchie umide (dove la neve si scioglie a stagione inoltrata).
- Distribuzione altitudinale: da 1600 a 2800 m s.l.m.; è facile trovarla quindi nel piano subalpino e alpino.

## Fitosociologia
Dal punto di vista fitosociologico la specie di questa scheda appartiene alla seguente comunità vegetale:
Formazione : comunità delle praterie rase dei piani alpini con dominanza di emicriptofite.
Classe : Elyno-Seslerietea variae ma anche alla classe : Juncetea trifidi.

## Tassonomia

### Variabilità
Si tratta di una specie abbastanza variabile dal punto di vista morfologico. I caratteri che maggiormente subiscono variazioni sono due: l'altezza che dipende dalle condizioni di crescita (habitat e substrato); e la forma delle foglie basali più o meno allungate (fino ad essere quasi lineari).

### Ibridi
- Bistorta × rhaetica (Brügger) Dostál (B. officinalis × B. vivipara)

### Sinonimi
L'elenco che segue indica alcuni tra i sinonimi più frequenti:
- Bistorta bulbifera Greene (1904)
- Persicaria vivipara  (L.) Ronse Decraene (1988)
- Polygonum angustifolium D. Don (1825), non Pallas
- Polygonum blancheanum Gandoger (1875)
- Polygonum bracteatum Sprengel (1827)
- Polygonum bulbiferum Royle ex Bab. (1841)
- Polygonum fugax Piccolo
- Polygonum camptostachys Gandoger (1875)
- Polygonum chevrolatii Gandoger (1875)
- Polygonum macounii Piccola ex Macoun
- Polygonum philippei Gandoger (1882)
- Polygonum viviparum L. (1753)
- Polygonum viviparum L.  var. alpinum Wahlenb.
- Polygonum viviparum L.  var. macounii (Small ex Macoun) Hulten

### Specie simili
- Persicaria bistortoides (Pursh) H. Hinds  (ex Polygonum bistortoides (Pursh) Small)  : si differenzia per l'infiorescenza che è più stretta e nella parte inferiore non sono presenti i bulbilli. Non si trova spontaneamente in Italia.
- Bistorta officinalis Delarbre – Bistorta: sul territorio italiano il “Poligono viviparo” può essere confuso con questa specie anche se l'infiorescenza è più corposa e di colore decisamente rosato; mentre le foglie sono mediamente più larghe (lanceolate a carattere tormentoso). Anche questa pianta è priva di bulbilli.

## Usi

### Farmacia
Secondo la medicina popolare questa pianta ha delle proprietà astringenti (limita la secrezione dei liquidi) e stiptiche. Si usa per il mal di gola e in casi di ulcera.

### Cucina
Dal punto di vista alimentare si usano i semi (sono ottimi se torrefatti), le radici e le foglie (hanno un piacevole sapore aspro quando sono cotte); ma le piante di questo genere possono anche contenere minime quantità di acido ossalico (sostanza nociva) per cui è meglio usarle con prudenza. I fusti sotterranei se sfarinati sono utili per fare del pane (usanza dei “Samojedi”, piccolo popoli del nord ed estremo oriente russo).

### Giardinaggio
Nonostante vegeti a quote alte il “Poligono viviparo” è una pianta delicata in quanto teme temperature inferiori ai 15 °C; per cui nella stagione fredda è bene proteggerlo se coltivato all'aperto. La posizione deve essere mediamente soleggiata e anche l'annaffiatura deve essere equilibrata. Ogni tanto è necessario arricchire il terreno con stallatico (specialmente in primavera quando si sviluppano i nuovi fiori). Essendo lo sviluppo sotterraneo non molto esteso, queste piante si possono coltivare anche in vaso.

### Altro
I bulbilli sono ricchi di amido e sono un ottimo cibo per la pernice bianca, ma anche per le renne.

## Galleria d'immagini

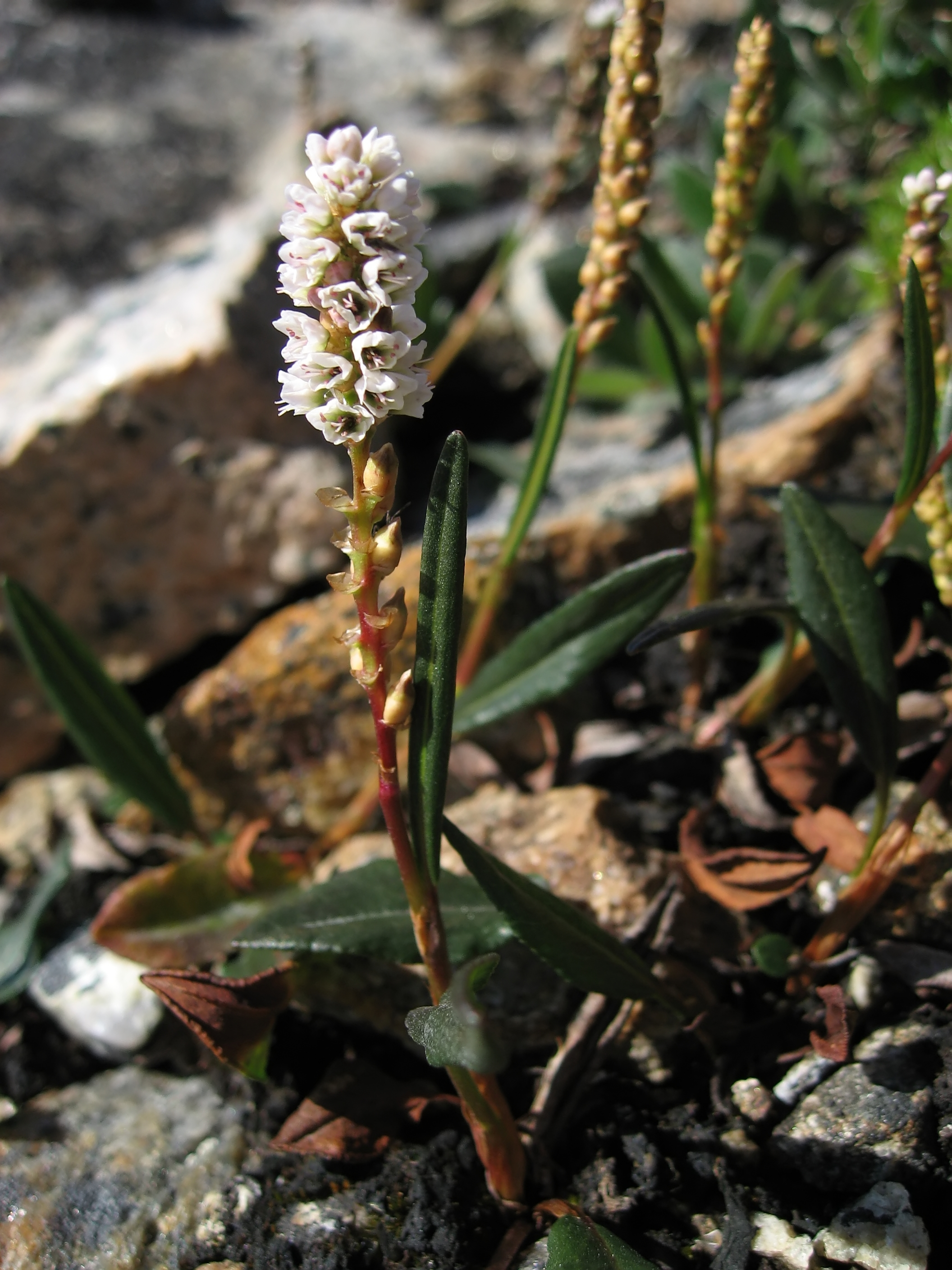
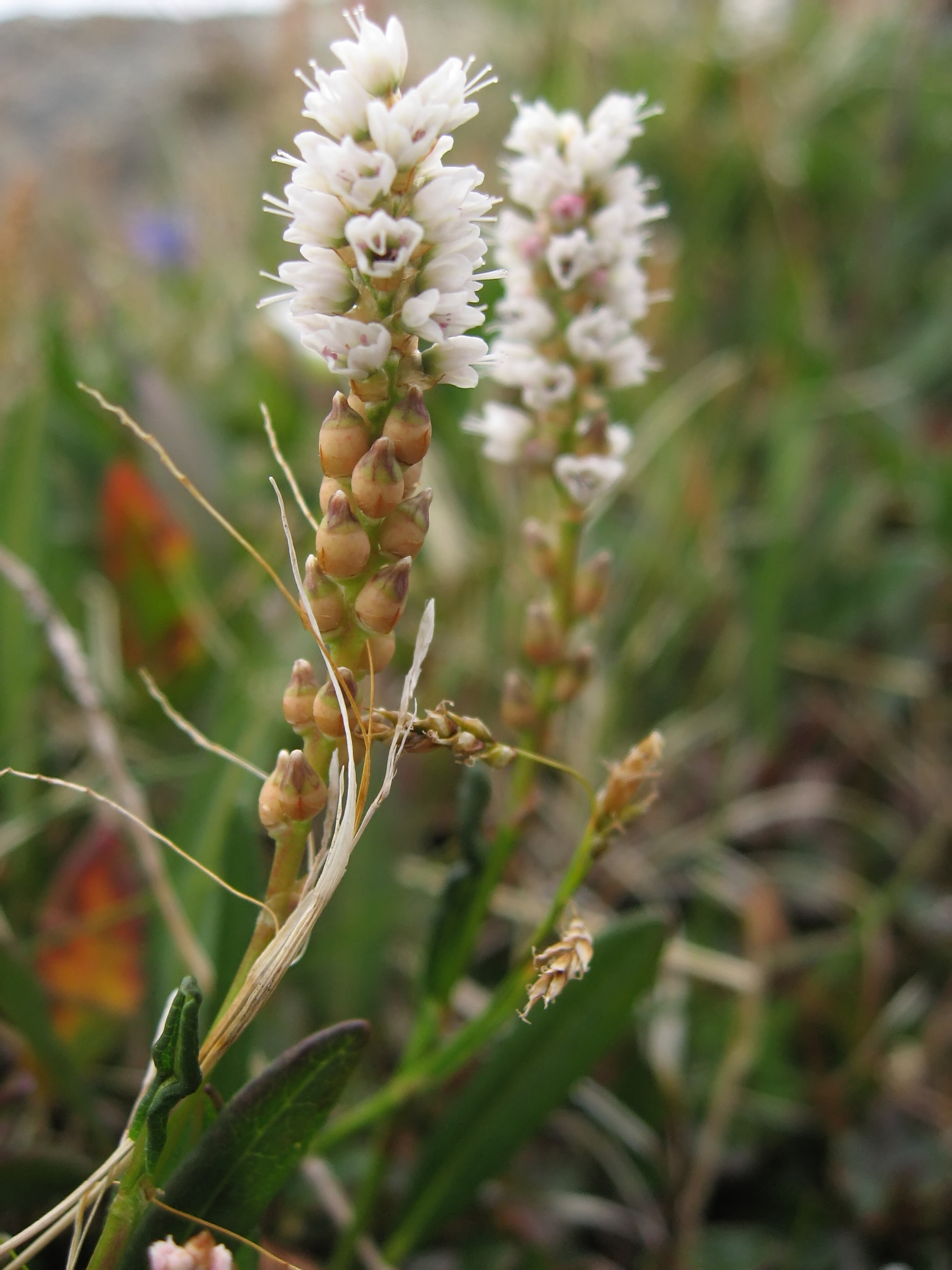
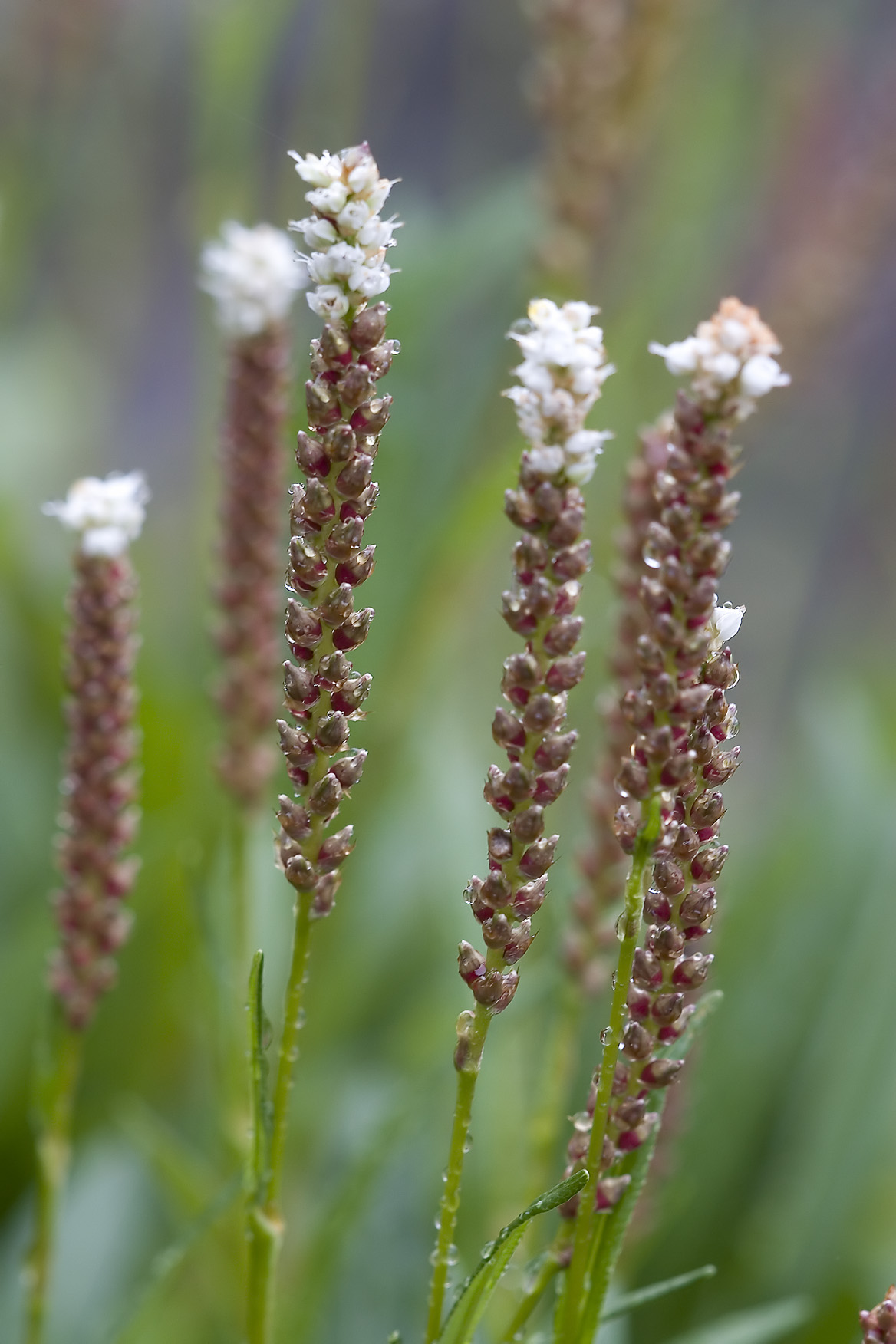